# Los motorratones de Marte
Los motorratones de Marte es una serie animada estadounidense creada por Rick Ungar. La serie se estrenó en sindicación la semana del 19 de septiembre de 1993. Consta de tres temporadas con 65 episodios y el episodio final se emitió en sindicación la semana del 24 de febrero de 1996.
La serie sigue a tres ratones antropomórficos motociclistas llamados Throttle, Modo y Vinnie, quienes escapan de una guerra en su planeta natal Marte antes de llegar a la Tierra para rebelarse contra los plutarkianos, la especie que destruyó su hogar y algún día regresar a Marte. Las armas características de los ratones consisten en un cesto y una pistola Láser (Throttle), un brazo biónico con un lanzador láser incorporado (Modo) y bengalas (Vinnie). A pesar de las frecuentes batallas, no se muestra sangre y muchos villanos son monstruos, alienígenas y robots.
La propiedad de la serie inicial pasó a Disney en 2001, cuando adquirió Fox Kids Worldwide, que también incluye Marvel Productions.

## Trama
En el planeta Marte, existía una raza de ratones antropomórficos que disfrutaban de las carreras de motos y tenían una cultura y sociedad muy similares a las de los seres humanos. En algún momento, fueron casi completamente exterminados por los plutarkianos, humanoides con apariencia de peces que saquean los recursos naturales de otros planetas porque han agotado los propios. Tres sobrevivientes, Throttle, Modo y Vinnie, logran escapar en una nave espacial, pero son derribados por una nave de guerra plutarkiana y aterrizan de emergencia en la Tierra, en la ciudad de Chicago. Allí conocen a una encantadora mecánica llamada Charlene "Charley" Davidson y descubren que los plutarkianos han llegado a la Tierra para robar sus recursos naturales.
Los motorratones investigan el deteriorado gueto de la ciudad ventosa y pronto descubren que el principal industrial de Chicago, Lawrence Limburger, es en realidad un plutarkiano que se disfraza de humano, planeando saquear los recursos de la Tierra para enviarlos a su propio planeta moribundo. Limburger recluta a dos secuaces, el científico loco Dr. Karbunkle y el torpe Greasepit, para ayudarlo a robar los recursos naturales de la Tierra y enviarlos a Plutark con la ayuda de algunos supervillanos que transportan desde otra ubicación en la galaxia. Los motorratones se convierten en los destinados a detener los planes de Limburger. La señal más frecuente de victoria es destruir la alta torre de Limburger, obligándolo a gastar constantemente dinero y tiempo para reconstruirla en el próximo episodio.

## Personajes

### Protagonistas
- Throttle (voz de Rob Paulsen):[12] El líder del trío, de pelaje marrón, cola de rata y copete. Es el más lógico, sensato, racional y calculador de los tres. Throttle perdió la vista en un incidente en Marte que también causó la pérdida del brazo derecho de Modo y la parte derecha del rostro de Vinnie y le instalaron ojos biónicos defectuosos mientras estaba en cautiverio, como resultado, usa gafas de sol verdes con capacidades de especificación de campo y en su mano derecha lleva un guante potenciado llamado Nuke Knucks fabricado por Harley. También porta una pistola láser enfundada y luce una chaleco de motorista de cuero, siendo el único del trío en llevar un arma convencional o ropa en lugar de armadura. Su bíceps derecho tiene un tatuaje que se asemeja a su moto, una chopper negra.
- Modo (voz de Dorian Harewood): El gigante de pelaje gris del trío, que lleva un parche en el ojo y hombreras. Perdió el brazo derecho y el ojo izquierdo en el mismo incidente en el que Vinnie perdió el lado derecho de la cara y Throttle perdió la vista; Karbunkle le sustituyó el brazo por uno robótico con cañón láser incorporado y gran fuerza, como parte de los planes frustrados de Stilton de crear un ejército de guerreros biónicos. Tiende a tener ataques de ira, particularmente cuando él o sus compañeros son llamados "ratas"; cuando está enojado, su ojo derecho brilla en rojo. Modo es, por mucho, el más fuerte de los tres ratones, pero a pesar de parecer el más amenazante y agresivo, es el más empático y sensible del grupo, a menudo citando a su madre de pelo gris que solía decir "Modo no quiere que le ocurra nnada malo a Charley" por lo que ella lo mima a cambio. Su moto, una cruiser de color azul púrpura, es la única de las tres con un nombre definido ("Lil' Hoss") y la que tiene la mayor capacidad de inteligencia artificial demostrada.
- Vinnie (voz de Ian Ziering): El buscador de emociones de piel blanca y autoproclamado conquistador de damas entre el trío, un ejemplo clásico de ególatra (con un complejo de inferioridad, especialmente durante sus primeros días como luchador por la libertad). Se quemó la parte derecha de la cara en el mismo incidente en el que Throttle perdió la vista y Modo el brazo derecho, por lo que lleva una placa facial flexible. Vinnie conduce una moto deportiva roja que contrasta con las choppers de los demás; es el más activo de los tres, ya que a menudo se ofrece voluntario para las tareas más peligrosas, disfrutando del subidón y de la gloria y los derechos de fanfarronería subsiguientes. Lleva un cinturón verde cruzado en el pecho y blande bengalas extensibles fabricadas por Harley. Su moto parece tener el mayor arsenal de armas de los tres, además de ser el mejor motorista del trío. Tiene una frase recurrente, "¡Qué subidón!", y una risa característica de triunfo. Vinnie es definitivamente el más salvaje, amante de la diversión y egocéntrico del grupo; los tres son adictos a la adrenalina, pero incluso Throttle y Modo no pueden entender cómo sigue vivo, considerando los riesgos que toma. A pesar de su "hipermasculinidad", Vinnie es en realidad un individuo muy amoroso y cariñoso. Coquetea interminablemente con Charley, quien lo rechaza juguetonamente, pero cada vez que ella le corresponde, Vinnie solo puede sonrojarse en extrema timidez. Vinnie tiene un odio casi patológico por el queso, aunque, como el resto de los motorratones, disfruta comiendo perritos calientes.

### Personajes secundarios
- Charlene "Charley" Davidson (voz de Leeza Miller-McGee): Los motorratones siempre cuentan con el apoyo de Charley, una hermosa chica de cabello castaño y ojos verdes, mecánica que posee el Last Chance Garage en Chicago. Es una mujer decidida y siempre está lista para entrar en batalla, aunque los motorratones intentan mantenerla fuera de situaciones peligrosas, no porque piensen que es incapaz o débil, sino porque no podrían soportar que le ocurriera algo malo. Además de ser el blanco del afecto de Vinnie y de estar muy unida a Modo, también es responsable de las reparaciones y mejoras de las motos de los motorratones, es una genio de alta tecnología por derecho propio y es tan hábil como motociclista como los motorratones. Su nombre es un evidente juego de palabras con Harley-Davidson.
- Rimfire (voz de Brian Austin Green): El sobrino de Modo, que es sobreprotegido por sus pares en Marte debido a su edad, a pesar de que él también es claramente capaz de lo que se necesita para ser un digno luchador por la libertad. Apareció por primera vez en el episodio "Back to Mars, Part 2" cuando los tres Motorratones escapaban de prisión. Aparece nuevamente en el episodio "Stalkers", donde también se estrelló contra el marcador en Quigley Field mientras escapaba de cazarrecompensas intergalácticos (que ven a los motorratones como los grandes campeones) que eventualmente solicitan el permiso de Limburger y desempeña un papel crucial en su derrota. También aparece en el episodio de tres partes "Once Upon a Time in Mars", donde los espectadores ven por primera vez cómo su edad llevó a la desconfianza de algunos de sus pares.
- General Carbine (voz de Leah Remini): La general Carbine es la líder de facto de los Luchadores por la Libertad, una exoficial del ejército que desertó durante la guerra entre Plutarkian y Marte. Ella y Throttle son amantes, pero su relación sufre complicaciones debido a su posición entre los Luchadores por la Libertad.
- Stoker (voz de Peter Strauss): El padre fundador del movimiento de Luchadores por la Libertad en Marte y como se ve en el episodio "Once Upon a Time in Mars", reveló que Marte fue vendido, comenzando a tener dudas sobre la lucha; eventualmente continúa luchando como parte de la rebelión. Juega un papel más crucial en el renacimiento de 2006, donde lucha para proteger su invención del imperio Catatoniano invasor.
- Harley (voz de Kath Soucie): Una mecánica y enfermera entre los Luchadores por la Libertad. Estuvo involucrada en un triángulo amoroso entre Vinnie y Stoker hasta que las heridas de Vinnie la conmovieron lo suficiente como para hacerle la placa facial y las bandas cruzadas que usa. Apenas habían llegado a un entendimiento, fue secuestrada por Mace hacia el final de la insurrección de los Luchadores por la Libertad. Regresa como antagonista en la serie de 2006.
- Four-By (voz de Michael Dorn): Un buen tipo en el vecindario y amigo de los motorratones que conduce un camión monstruo.
- "Asfalto" Jack McCyber (voz de Jason Priestley): Un experto en informática e inventor que es un viejo amigo de Charley y cuyas invenciones siempre son objetivo de los plutarkianos.

### Antagonistas
- Lawrence Lactavius Limburger (voz de W. Morgan Sheppard): El villano principal de la serie y archienemigo de los motorratones. Lawrence Limburger es un alienígena de Plutark y tiene una extraña fascinación por la sociedad criminal de la Tierra de los años treinta. Es el jefe de Limburger Industries, la mayor compañía industrial de Chicago. Vistiendo un traje de negocios púrpura y una máscara de goma para parecer humano la mayor parte del tiempo, intenta explotar Chicago y otras partes de la Tierra de diversos recursos, incluyendo tierra, suciedad, roca, nieve, metal y petróleo, que planea enviar de vuelta a su propio planeta moribundo. Es altamente ingenioso y astuto, pero siempre falla debido a las intervenciones de los motorratones. Su cuartel general es una torre muy alta llamada Limburger Plaza. Desafortunadamente para él, sus planes son frustrados y su torre es destruida, derribada, lanzada al espacio o incluso desaparece completamente por los motorratones u otra desgracia en el clímax de casi cada episodio. Durante la Guerra de Liberación en Marte, Limburger era un oficial de bajo rango y acosado, burlado tanto por su superior Stilton como por Karbunkle. Limburger logró alcanzar su rango actual utilizando la ausencia de Stilton durante el ataque de los motorratones a la base plutarkiana para alcanzar su rango actual. Este reaparece en la serie secuela de 2006, inicialmente como un lamebotas del Pit Boss pero luego como co-conspirador junto a los Catatonianos.
  - Dr. Benjamin Boris Zachary Karbunkle (voz de Susan Silo): Un científico loco y astuto de una especie indeterminada con forma humana. Karbunkle trabajaba para el superior de Limburger, Dominic T. Stilton, hasta que Limburger lo sobornó para que se pasara a su lado. La tarea principal de Karbunkle es pensar en máquinas y robots para combatir a los motorratones, recolectar recursos de la Tierra o buscar al villano de la semana con su transportador dimensional. Durante la Guerra de Liberación en Marte, le dio a Modo su brazo y ojo biónicos, a Stoker su cola biónica y a Throttle sus ojos biónicos defectuosos como parte de sus experimentos para crear un ejército biónico después de que fueran capturados por las fuerzas plutarkianas. Pretendía usar una de sus invenciones, el Rayo Dobla Mentes, para lavarles el cerebro y hacerlos leales a los plutarkianos; solo pudo lavar el cerebro de Stoker antes de que los motorratones escaparan y Stoker fue liberado posteriormente del control plutarkiano, mientras que el Rayo fue destruido. Karbunkle es un adulador, a menudo visto admirando y elogiando a Limburger; sin embargo, la máxima prioridad de Karbunkle es Karbunkle. A menudo se le ve torturando a Fred el Mutante, se preocupa poco por su compañero de trabajo Greasepit y ha cambiado de empleadores plutarkianos muchas veces. Karbunkle es muy sádico y se sabe que disfruta torturando a las personas, usa una bata de laboratorio blanca, botas de tacón alto, tiene un par de gafas verdes que nunca se quita y de vez en cuando, se revela su ropa interior roja. También reaparece en la serie de 2006 y sufre el mismo destino que Limburger.
  - Greasepit (voz de Brad Garrett): Un secuaz torpe generalmente a cargo de cualquier proyecto que Lawrence Limburger esté ejecutando en ese momento. Falla en sus empeños la mayor parte del tiempo, lo que Limburger pronto aprende a tener en cuenta en su planificación. Greasepit monta un triciclo motorizado en la batalla contra los motorratones al frente de sus secuaces y usa un par de pantalones de jardinería como los de un mecánico. Como su nombre sugiere, Greasepit constantemente exsuda aceite y es consistentemente torpe, a menudo cayéndose o dejando caer piezas críticas de los planes de Limburger. Greasepit es el primer villano que Limburger contrató, aunque su anuncio fue "aderezado" para hacerlo parecer más capaz de lo que es por su agente (que posiblemente también es su madre). Reapareció brevemente en la serie de 2006, donde también se convirtió en secuaz del nuevo villano de la serie, Ronaldo Rump, hacia el final del arco de la historia.
  - Fred "el Mutante" (voz de Rob Paulsen): Un mutante masoquista que trabaja para Limburger. Se emociona ante la idea de recibir dolor y ese es su único propósito, siendo el sujeto de muchas pruebas de Karbunkle, así como de abuso físico por parte de Limburger. Fue creado en Marte cuando Limburger sobornó a Karbunkle para crear un supervillano para él; el procedimiento salió mal de alguna manera, creando a Fred en su lugar. Es un enano con ropa similar a las representaciones de Quasimodo, es calvo y tiene tres ojos rosados con iris negros, una cola espesa, pies como de pato y un tentáculo en lugar de un brazo derecho.
- Napoleon Brie (voz de Luke Perry): El desquiciado jefe rival plutarkiano de Limburger, de Detroit, que tiene mucho más éxito que Limburger en sus esfuerzos. Domina Detroit; pero a pesar de esto, los intentos de Brie de eliminar a los motorratones resultan tan inútiles como los de Limburger. Los esfuerzos de Brie no se ven favorecidos por el hecho de que al mismo tiempo debilita a Limburger. De estatura pequeña y propietario de una gran variedad de máscaras faciales, aunque solo usa la que tiene un ojo loco y habla con un acento muy similar a Elmer Gruñón.
  - Número Uno (voz de Mark Hamill en la primera aparición, Jeff Bennett en apariciones posteriores): Un pistolero a sueldo con una gran barba roja y gafas de sol que trabaja para Napoleon Brie.
- Plutarkianos: Los plutarkianos son una raza de alienígenas con apariencia de peces que planean obtener los recursos de la Tierra o conquistarla. Cada uno de ellos lleva el nombre de un queso. Además de Limburger y Brie, los plutarkianos incluyen:
  - Lord Camembert (voz de Jeff Bennett): Gobernante supremo de los plutarkianos y superior de Limburger. A Limburger le resulta desagradable, sobre todo cuando le obliga a hacer el embarazoso saludo plutarkiano. En otros casos, aparece con todo el consejo plutarkiano con Limburger en pánico por la tarea actual. A menudo se presenta en el vidcom o en persona ante Limburger y le reprende por su fracaso, a menudo a voz de grito. Como Alto Presidente de Plutark, Camembert ostenta el máximo poder del planeta durante cuatro años seguidos.
  - Mudfish Murdock (voz de Jeff Bennett): Un camionero plutarkiano contratado por Limburger para matar a los motorratones mientras intentaba drenar el Lago Míchigan y entregarlo a Plutark.
  - Provolone (voz de Jeff Bennett): Un abogado plutarkiano.
  - Dominic T. Stilton (voz de Malcolm McDowell): Un plutarkiano que fue superior de Limburger y Karbunkle en Marte antes de los eventos de la serie. Stilton odia a Limburger por sus intrigas y repetidos intentos de usurparlo. A diferencia de otros plutarkianos, Stilton es un fanático de la limpieza que constantemente lleva pañuelos para limpiar la suciedad y mugre de sí mismo y de cualquier cosa que toque. Los planes de Stilton para destruir la resistencia marciana fueron frustrados por los motorratones y Limburger aprovechó la situación para convertirse en un oficial plutarkiano de igual rango, efectivamente sin tener que recibir órdenes de Stilton nunca más.
  - Gerald Guyere (voz de Jim Cummings): Un plutarkiano que opera en Nueva Orleans.
  - Jack Monteray (voz de Jeff Bennett): Un plutarkiano que opera en Las Vegas. A menudo es apodado "Jack el Tuerto".
  - Gutama Gouda (voz de Jim Cummings): Un plutarkiano que opera en Los Ángeles.
  - Romana Parmesana (voz de Tori Spelling en forma normal, Jennie Garth como Angel Revson): Una plutarkiana que opera en Cleveland. Usó su disfraz de Angel Revson para manipular a Jack McCyber en su complot para usurpar a Lawrence Limburger y Napoleon Brie.
- Pit Boss (voz de Stu Rosen): El Pit Boss es el robusto gobernante de los Pozos fuera de la ciudad. El Pit Boss tiene un látigo eléctrico que usa para mantener a sus esclavos en línea.
  - Pit Crew: Los secuaces del Pit Boss que aparecerán y robarán varios lugares, a menudo tomando rehenes también.
- Road Ravens: Una pandilla que una vez fue utilizada por Limburger para robar gasolina de diferentes camiones.
  - Jimmy Mac (voz de Jerry Houser): El líder de los Road Ravens.
- Cazadores (voces de Robert Ito y Brad Garrett respectivamente): Un grupo de cazarrecompensas alienígenas.
- Mace (voz de Jeff Bennett): Mace es una Rata Nómada que parece estar disfrazada de ratón e interviene en secreto en la guerra entre los ratones y los plutarkianos, a veces entrando en conflicto con Vinnie, pero escapó agarrando a Harley y teletransportándose a la base de las Ratas Nómadas.

#### Supervillanos
En la mayoría de los episodios, Limburger ordena a Karbunkle usar el transportador para traer a Chicago a uno de los supervillanos muy poderosos del universo. Generalmente, cada uno de ellos tiene una habilidad especial que es útil para el plan de Limburger en cuestión. La mayoría parece usar una estación de asteroides llamada Black Rock como su escondite principal cuando no son convocados por aquellos dispuestos a pagar por sus servicios. En una ocasión notable en el episodio "A Scent, a Memory, a Far Distant Cheese", Limburger y Karbunkle accidentalmente fueron succionados por el transportador y aparecen en Black Rock, donde todos los villanos hasta ese episodio lo confrontan por no pagarles como pidieron. El episodio "Diet of Worms" muestra que los otros plutarkianos pueden usar los mismos supervillanos.
Los siguientes supervillanos se enumeran en orden de aparición:
- X-Terminator (voz de Dorian Harewood imitando a Arnold Schwarzenegger como el Terminator): Un cazarrecompensas robótico que monta una motocicleta de combate personalizada. Fue el primer supervillano que Limburger convocó para destruir a los motorratones. En el episodio "Diet of Worms", X-Terminator fue emparejado con Jack Monteray.
- Lectromag (voz de Mark Hamill): Un supervillano electromagnético al que los motorratones a menudo tienen dificultades para derrotar.
- Tunnel Rat (voz de Rob Paulsen): Un villano con apariencia de rata que es experto en conducir cualquier vehículo de excavación.
- Los Hermanos Loogie (voces de Neil Ross y Jess Harnell): Hacka y Honka Loogie son conocidos como la "Escoria del Universo". Fueron convocados por Limburger para apestar Chicago, convocados para colaborar con Evil Eye Weevil en un complot de motocross y luego convocados para aprovechar la crisis de basura de Chicago.
- Evil Eye Weevil (voz de Jess Harnell imitando a Elvis Presley): Un villano marciano egocéntrico y exartista de acrobacias que puede inducir hostilidad en cualquiera. Limburger lo convocó para separar a los motorratones. Afirma ser el hermano alienígena de Elvis Presley y se viste y tiene manierismos similares a Presley. Evil Eye Weevil luego colaboró con los Hermanos Loogie en el complot de motocross de Limburger.
  - Pukes of Hazard (voces de Jeff Bennett y Rob Paulsen): Los ayudantes de Evil Eye Weevil.
- Corroder Cody (voz de Charlie Adler): Un villano con parche en el ojo de especie indeterminada con forma humana contratado por Limburger para saquear las refinerías de petróleo.
- Munsterella y Gorgonzola (voces de Elinor Donahue y Eddie Barth): Un dúo de humanoides reptilianos imponentes.
- Weathermeister (voz de Russi Taylor): Una villana de especie indeterminada con forma humana y vieja amiga de Karbunkle. Puede controlar el clima colocando sus pegatinas meteorológicas en un mapa.
- Pulverizer (voz de Jeff Bennett): Un cíborg. Ayudó a Limburger a robar un arma militar llamada el Aniquilador.
- Stone Cutter (voz de CCH Pounder): Una supervillana que empuña un martillo neumático. Limburger la reclutó para ayudar a robar el Monte Rushmore.
- Jet Blaster (voz de Jeff Bennett): Un villano robótico sin piernas que puede volar dispositivos inusuales. Fue contratado por Limburger para cortar Chicago de la Tierra para poder enviarlo a Plutark.
- Catscan (voz de Jeff Bennett): Un villano con apariencia de gato con poderes psíquicos que fue usado por Limburger en un complot para lograr que el Last Chance Garage fuera condenado.
- Slobber the Mutt (voz de W. Morgan Sheppard): El líder de los asaltantes de arena con apariencia de hiena en Marte.
- Billie Monnie (voz de Susan Silo): Una cazarrecompensas con apariencia de pájaro. Originalmente estaba tras Limburger por un cliente desconocido hasta que Limburger le pagó para que atacara a los motorratones.
- Mechanic: Un cíborg que puede controlar cualquier dispositivo mecánico. Mechanic no habla, pero hace diferentes sonidos. Una vez infectó las motocicletas de los motorratones. En el episodio "Diet of Worms", Mechanic fue emparejado con Gerard Gruyere.
- Cicletaurs: Criaturas creadas por Karbunkle que son el resultado de combinar el ADN de los motorratones con la estructura molecular de tres motocicletas. En el episodio "Diet of Worms", un Cicletour fue emparejado con Gutama Gouda.
- Icebreaker (voz de David Warner): Un supervillano que tiene poderes sobre el frío y el calor. Ayudó a Limburger en un complot para recuperar un módulo de satélite que terminó en el Polo Norte debido a la interferencia de los motorratones. Modo derrotó a Icebreaker desviando su rayo de hielo hacia él con su brazo biónico.

## Episodios
| Temporada | Episodios | Publicado originalmente  | Publicado originalmente |
| Temporada | Episodios | Estreno                  | Último estreno          |
| --------- | --------- | ------------------------ | ----------------------- |
| 1         | 13        | 19 de septiembre de 1993 | 12 de diciembre de 1993 |
| 2         | 39        | 20 de septiembre de 1994 | 23 de junio de 1995     |
| 3         | 13        | 23 de septiembre de 1995 | 24 de febrero de 1996   |

## Transmisión
La serie se emitió de 1993 a 1996 en Estados Unidos en muchas cadenas sindicadas de primera emisión.
La serie se emitió en los canales YTV/Fox Kids (inglés) y Le Canal Famille (francés) en Canadá.
En el Reino Unido, de 1994 a 1997, la serie se emitió en Channel 4 y de 1998 a 1999 en su segmento juvenil T4. CITV en ITV2 repitió la serie a las 07:55 am de lunes a viernes durante una franja de 10 semanas desde principios de septiembre de 2006. Fue repetida en ITV2 a las 08:25 am de lunes a viernes durante 10 semanas desde el 27 de marzo de 2007.
La serie animada se transmitió en la República de Irlanda en RTÉ Two en las tardes de los días laborables desde el 11 de septiembre de 1995 hasta 1996.

### Reino Unido / Estados Unidos
- Channel 4 / T4 / The Big Breakfast (1994–1999)
- CITV en ITV2 (2006–2007)
- Nickelodeon (1995–1998)
- Fox Kids (1999) (EE. UU.)
- El Rey Network (2019)

## Revival de 2006
Los motorratones de Marte regresaron a la televisión en 2006. La serie de 2006 de Los motorratones de Marte es una continuación de la historia, mientras que da más tiempo en pantalla a otro personaje, el General Stoker.
La nueva serie de 28 episodios comenzó a emitirse en el Reino Unido en Toonattik en GMTV el 26 de agosto de 2006. Sin embargo, debido a problemas de producción en el estudio en Filipinas, la serie no se finalizó hasta finales de 2007, lo que resultó en que el lanzamiento en Estados Unidos y muchos otros países se retrasara hasta 2008, ya que aún necesitaba ser doblada.
La serie estuvo muy influenciada por la línea de juguetes principal que fue fabricada por el gigante italiano Giochi Preziosi en 2005. Este contrató a Pangea como desarrolladores de la línea de juguetes, trabajando en conjunto con el creador y productor ejecutivo, Rick Ungar. Los personajes, vehículos y armas utilizados en la serie fueron desarrollados primero por Pangea y entregados a G7 Animation para su integración en la serie. El equipo de Ungar, G7 y Pangea colaboró para mantener la consistencia entre la propiedad intelectual y la ejecución de la gama de juguetes principal, ya que los fondos de licencias se utilizaron para poner en marcha el desarrollo de la serie.

## Reinicio
El 21 de julio de 2023, Ryan Reynolds anunció que él y su compañía Maximum Effort estaban coproduciendo un reinicio de la serie con The Nacelle Company y Fubo.
Los motorratones de Marte aparecieron como cameo en el final de la primera temporada de RoboForce: The Animated Series, "Hoy Detroit, Mañana el Mundo". Throttle fue interpretado por Ian Sherwood.

## Otros medios

### Videojuegos
En 1993 se lanzó un juego de pantalla LCD con el mismo nombre para Tiger Electronic Game.
Un videojuego de Los motorratones de Marte fue lanzado por Konami para la Super Nintendo en 1994. La versión PAL incluye anuncios extensos de barras de chocolate Snickers. También se planeó un juego de Los motorratones de Marte para Sega Mega Drive, pero nunca fue lanzado.
En 2006, se lanzó otro videojuego de Los motorratones de Marte basado en el renacimiento de 2006 en Finlandia, Australia y el Reino Unido para las plataformas Nintendo DS y PlayStation 2. El juego no recibió calificaciones positivas importantes, aunque fue un gran éxito de ventas en toda Escandinavia.
En 2015, se lanzó un juego móvil de Los motorratones de Marte por 9th Impact para dispositivos iOS y Android a través de la App Store y Google Play Store. El juego está dividido en episodios, cada uno con una historia diferente que se desarrolla a medida que el jugador completa los niveles. Comentando sobre el nuevo juego, el creador de la serie Rick Ungar dijo que los fanáticos de Motorratones disfrutarían del diálogo ingenioso, frases clásicas y sátira irreverente que esperarían de la serie, además de la acción sin parar.

### Cómics
Marvel Comics publicó una serie de tres números a principios de los años 90. Un cuarto número fue anunciado en la página de lectores. Marvel UK publicó su propia serie. Toda la serie estadounidense y partes de la serie británica fueron publicadas en Alemania (también por Marvel UK) en 7 números de tamaño revista de 1994 a 1995.
Oni Press ha reiniciado la serie de cómics en julio de 2024 comenzando con "Los motorratones de Marte #1".